# Filjovska linija
Filjovska linija (rusko Филёвская ли́ния, IPA: [fɪˈlʲɵfskəjə ˈlʲinʲɪjə]), (Linija 4 in 4A; Svetlomodra linija), prej Arbatsko-Filjovska linija (rusko Арбатско-Филёвская) je linija Moskovske podzemne železnice. Kronološko je bila odprta kot šesta linija. Povezuje velike zahodne rajone Dorogomilovo in Fili skupaj z Moskvo City z mestnim središčem. Trenutno je na njej 13 postaj, dolga pa je 14,9 km.

## Zgodovina
Zgodovina Filjovske linije je ena od najbolj zapletenih v Moskovski podzemni železnici, saj je bil vzhodni radij žrtev spreminjajočih se politik. Zgodnje postaje so najstarejše in segajo v leti 1935 in 1937, ko so bile odprte kot Prva stopnja in so delovale kot veja tega, kar je postala Sokolniška linija. Leta 1938 je bila veja ukinjena in ustvarjena je bila Arbatsko-Pokrovska linija, vlaki pa so se ustavljali na končni postaji Kurska. Med drugo svetovno vojno je bila postaja Arbatska poškodovana, saj je nemška bomba prebila njen strop, saj so bile vse postaje iz 30. let zgrajene pod zemljo.
Zaradi grožnje, da bi hladna vojna postala vroča te zgodnje postaje niso bile ustrezne za bombna zaklonišča in so namesto tega zgradili globoke vzporedne dele. To bi bil konec Filjovske linije, če ne bi Nikite Hruščeva v sklopu njegovega obiska New Yorka ne bi navdihnile dvignjene in površinske linije. Po njegovi vrnitvi in v času njegovega truda zmanjšati stroške arhitekture in gradnje, je odpovedal načrtovane podzemne podaljške do Filija in je namesto njih zgradil površinsko linijo, stare postaje pa so bile ponovno odprte. Leta 1958 je bila Arbatsko-Filjovska linija odprta kot šesta po vrsti (izraz Arbatsko- je bil pozneje opuščen). Linija se je še naprej širila proti zahodu in je leta 1959 dosegla Fili, skupaj s svojim ločenim depojem, leta 1959 je dosegla Fili Park, leta 1965 pa stanovanjski kompleks Kuncevo. Leta 1989 je bil zgrajen nadaljnji podaljšek do novo razvitega dela Krilatskoje.
Vse postaje razen Molodjožnaje in Krilatskoje so bile na površinski ravni. Prvotne tri postaje s konca 50. let so bile zgrajene v identični konfiguraciji vzporedne platforme, preostale štiri pa so bile zgrajene s standardizirano otoško platformo. Kljub uspehom pri varčevanju je bila linija zaradi ruske zime, ostrih zavojev in majhnih postaj ena od najmanj priljubljenih med potniki.
Do 21. stoletja pa se je usoda Filjovske linije radikalno spremenila. Najprej je rastoči Moskovski mednarodni poslovni center potreboval linijo podzemne železnice in veja z dvema postajama je bila odprta od Kijevske leta 2005 do Delovojega centra in ponovno leta 2006 do Meždunarodnoje. Decembra 2020 je linija iz Aleksandrovskega sada, vzhodne končne postaje do Meždunarodnoje na zemljevidih prejela svojo lastno številko 4A.
Na začetku leta 2008 je z realizacijo razširitve Strogino-Mitino podzemni del Filjovske linije prevzela Arbatsko-Pokrovska linija in njena končna postaja je bila preoblikovana platforma na postaji Kuncevska.